# Isidor Silbernagl

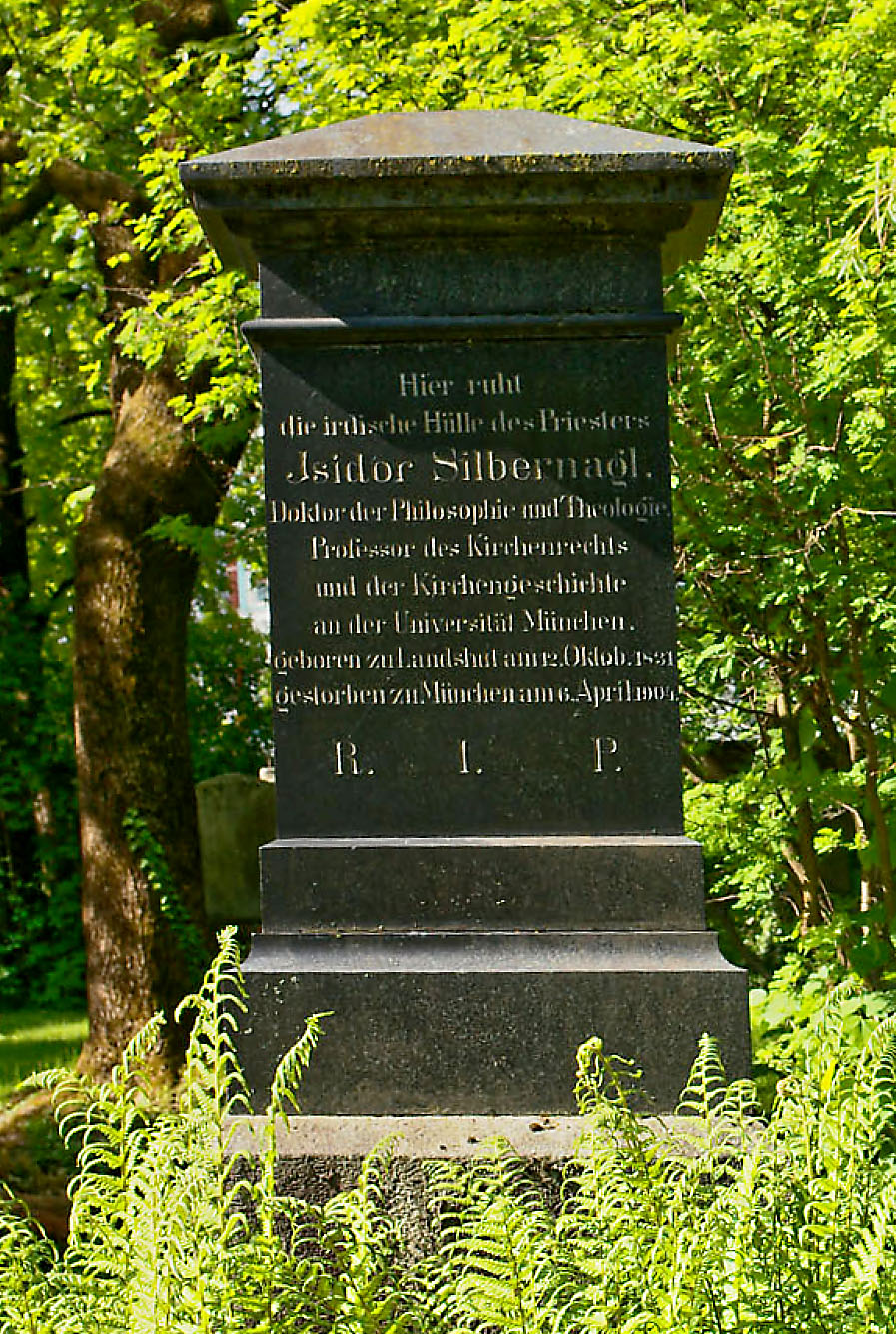
Das Grab von Isidor Silbernagl auf dem Münchner Nordfriedhof.

Maximilian Joseph Isidor Silbernagl (* 12. Oktober 1831 in Landshut; † 6. April 1904 in München) war ein deutscher katholischer Theologe, Kirchenhistoriker und Kanonist. Er war von 1862 bis 1904 Professor für Kirchenrecht und Kirchengeschichte an der Universität München.

## Leben
Isidor Silbernagl wurde als Sohn des Brauers Joseph Silbernagl geboren. Seine Mutter Maria Anna, eine geborene Anetsberger, war die Tochter eines Bäckers aus Pfaffenberg. Silbernagl besuchte das Gymnasium in Landshut und studierte nach bestandenem Abitur von 1849 bis 1853 Philosophie und Theologie bei Ignaz von Döllinger und Franz Michael Permaneder an der Münchener Universität. Am 2. Juli 1854 wurde er in Freising zum Priester geweiht und arbeitete als Kaplan und Koadjutor in Tölz, Nymphenburg und Hohenkammer. 1856 promovierte Silbernagl an der philosophischen Fakultät der Universität Freiburg mit der Dissertation Albrecht IV., der Weise, Herzog von Bayern, und seine Regierung zum Dr. phil. Seine Dissertationsschrift war die überarbeitete Version einer ursprünglich bei der Münchener Universität eingereichten Untersuchung zur Lösung einer Preisfrage, die allerdings nicht prämiert wurde.
1857 begann er ein Studium der Kanonistik an der Münchener Universität, das er dort 1860 mit der Dissertation Die Eides-Bindung nach dem canonischen Rechte zum Dr. theol. abschließen konnte. Zwei Jahre später habilitierte er sich mit der Habilitationsschrift Das Eherecht nach den Gesetzen der griechischen Kirche als Privatdozent an der theologischen Fakultät der Universität München. Nach dem Tod von Permaneder übernahm Silbernagl 1863 eine außerordentliche Professur für Kirchenrecht, seit 1870 ordentliche Professur, an der Münchener Universität. Ab 1865 hielt er auch Vorlesungen über die bayerischen Volksschulgesetze und seit 1887 über Buddhismus. Silbernagl war 1869 Mitunterzeichner des von Döllinger initiierten gegen eine Definition der päpstlichen Unfehlbarkeit gerichteten Majoritätsgutachtens der Münchner theologischen Fakultät. Er zögerte mit seiner Anerkennung des vom ersten Vatikanischen Konzil definierten Dogmas über primatiale Vollgewalt und die Unfehlbarkeit des Papstes, stimmte den Beschlüssen des Konzils und seinen Dekreten aber schließlich doch zu. Von 1872 bis 1886 übernahm Silbernagl, nach der Exkommunikation von Döllinger, zusätzlich Kirchengeschichte als Nominalfach, bis mit Alois Knöpfler ein Nachfolger gefunden wurde. Er war Senatsmitglied und wurde im Laufe der Zeit siebenmal zum Dekan der theologischen Fakultät der Universität München ernannt. 1904 wurde er emeritiert.
Silbernagl hinterließ ein umfangreiches Schrifttum. 1868 veröffentlichte er Verfassung und gegenwärtiger Bestand sämtlicher Kirchen des Orients. Seine Monografie über Johannes Trithemius erschien noch im gleichen Jahr. Die Verfassung und Verwaltung sämtlicher Religionsgenossenschaften in Bayern wurde 1870 veröffentlicht und erschien bereits 1900 in vierter Auflage. Auch sein Lehrbuch des katholischen Kirchenrechts zugleich mit Rücksicht auf das im jetzigen Deutschen Reich geltende Staatskirchenrecht von 1880 wurde 1903 in vierter Auflage gedruckt. Silbernagl war auch als Herausgeber tätig. Bereits 1865 gab er Permaneders Handbuch des gemeingiltigen katholischen Kirchenrechts in vierter Auflage heraus. Kleinere Arbeiten und Aufsätze publizierte er zumeist in den Historisch-politischen Blättern für das katholische Deutschland, dem Historischen Jahrbuch und dem Archiv für katholisches Kirchenrecht.
Isidor Silbernagl starb am 6. April 1904, im Alter von 72 Jahren, in München. Er wurde auf dem Alter Nordfriedhof in der Maxvorstadt bestattet, sein Grab ist erhalten. Für seine Verdienste erhielt er den Bayerischen Orden vom Heiligen Michael III. Klasse. Seinen Besitz vererbte er der Stadt Landshut zur Unterstützung bedürftiger Studenten. Isidor war seit 1874 Ehrenmitglied der katholischen Studentenverbindung KDStV Aenania München und seit 1887 der KBStV Rhaetia München.

## Veröffentlichungen (Auswahl)
- Albrecht IV., der Weise, Herzog von Bayern, und seine Regierung. Nach geschichtlichen Quellen verfaßt. (Dissertationsschrift) München 1857. (Digitalisat.)
- Die Eides-Entbindung nach dem canonischen Rechte. (Dissertationsschrift) München 1860. (Digitalisat.)
- Das Eherecht nach den Gesetzen der griechischen Kirche. (Habilitationsschrift) München 1862.
- Verfassung und gegenwärtiger Bestand sämmtlicher Kirchen des Orients. Eine canonistisch-statistische Abhandlung. Landshut 1865. (Digitalisat.)
- Johannes Trithemius. Eine Monographie. Landshut 1868. (Digitalisat.)
- Verfassung und Verwaltung sämtlicher Religionsgenossenschaften in Bayern. Landshut 1870. (Digitalisat.)
- Die Aufsicht über die Volksschulen in Bayern. Ein Beitrag zum Kulturkampf. Landshut 1876.
- Lehrbuch des katholischen Kirchenrechts. Zugleich mit Rücksicht auf das im jetzigen Deutschen Reiche geltende Staatskirchenrecht. Regensburg 1880.
- Der Buddhismus nach seiner Entstehung, Fortbildung und Verbreitung. Eine kulturhistorische Studie. München 1891.
- Die kirchenpolitischen und religiösen Zustände im neunzehnten Jahrhundert. Ein Kulturbild. Landshut 1901.